# Jesse Hibbs
Jesse John Hibbs (* 11. Januar 1906 in Normal, Illinois; † 4. Februar 1985 in Ojai, Kalifornien) war ein US-amerikanischer Film- und Fernsehregisseur. In den Jahren 1927 und 1928 spielte er als Offensive Tackle (OT) im All-American Footballteam der USC Trojans der University of Southern California.

## Leben

### Football-Karriere
Jesse Hibbs war der erste Kapitän des „National Championship Teams“ der USC Trojans von 1928. Zu seinen Teamkollegen von 1926 gehörte unter anderen Marion Morrison, später auch bekannt als der Schauspieler John Wayne.
1931 spielte Hibbs in der NFL (National Football League) bei den Chicago Bears.
1999 wurde er in der USC Athletic Hall of Fame aufgenommen.

### Hollywood Karriere
Jesse Hibbs begann seine Karriere in der US-Filmindustrie, wie mehrere andere USC-Spieler in den 1920er und 1930er Jahren, einschließlich John Wayne, Ward Bond, Cotton Warburton und Aaron Rosenberg, und wurde dort Regieassistent. Seine erste Möglichkeit als Regisseur bekam er 1953 in dem Football-Drama The All American mit Tony Curtis in der Hauptrolle. Hibbs drehte überwiegend Western, in denen oftmals Audie Murphy mitspielte. Mit ihm in der Hauptrolle drehte er auch die Filmbiografie Zur Hölle und zurück (To Hell and Back) im Jahr 1955, worin sich Murphy selbst spielte. In späteren Jahren arbeitete Hibbs überwiegend für das Fernsehen und führte Regie in bekannten Fernsehserien wie Perry Mason, Rauchende Colts und FBI, sowie in verschiedenen anderen Westernserien.
Jesse Hibbs ging 1967 in den Ruhestand. Er starb 1985 im Alter von 79 Jahren an der Alzheimer-Krankheit in Ojai, Kalifornien.

## Filmografie (Auswahl)

### Spielfilme
- 1948: Betrug (Larceny)
- 1948: Der beste Mann der Stadt (Good Sam)
- 1949: Die Geschichte der Molly X (The Story of Molly X)
- 1951: Tomahawk – Aufstand der Sioux (Tomahawk)
- 1951: Die Höhle der Gesetzlosen (Cave of Outlaws)
- 1951: Die Diebe von Marschan (The Prince Who Was a Thief)
- 1952: Unter falscher Flagge (Yankee Buccaneer)
- 1953: Der große Aufstand (The Great Sioux Uprising)
- 1953: Feuerkopf von Wyoming (The Redhead from Wyoming)
- 1953: Auf verlorenem Posten (The Lone Hand)
- 1953: All American
- 1953: The World’s Most Beautiful Girl (Kurzfilm)
- 1954: Ritt mit dem Teufel (Ride Clear of Diablo)
- 1954: Aufruhr in Laramie (Rails into Laramie)
- 1954: Der blaue Mustang (Black Horse Canyon)
- 1954: Gold aus Nevada (The Yellow Mountain)
- 1955: Zur Hölle und zurück (To Hell and Back)
- 1955: Mit roher Gewalt (The Spoilers)
- 1956: World in my Corner
- 1956: Ritt in den Tod (Walk the Proud Lane)
- 1957: Die Rose von Tokio (Joe Butterfly)
- 1958: Der weiße Teufel von Arkansas (Ride a Crooked Trail)

### Fernsehserien
- 1958: Abenteuer im wilden Westen (Zane Grey Theater, Episodenrolle)
- 1959: Bat Masterson (Episodenrolle)
- 1959: The Alaskans
- 1960: Hawaiian Eye
- 1960: Bronco (Episodenrolle)
- 1958–1960: Wagon Train
- 1961: Westlich von Santa Fé (The Rifleman, Episodenrolle)
- 1958–1961: Rauchende Colts (Gunsmoke)
- 1962: Outlaws (Episodenrolle)
- 1962: Bonanza (Episodenrolle)
- 1963: Am Fuß der blauen Berge (Laramie)
- 1959–1965: Tausend Meilen Staub (Rawhide)
- 1962–1966: Perry Mason
- 1966: The Iron Horse
- 1966: Verrückter wilder Westen (The Wild Wild West, Episodenrolle)
- 1967: The Rat Patrol (Episodenrolle)
- 1966–1967: Auf der Flucht (The Fugitive)
- 1967: Invasion von der Wega (The Invaders)
- 1966–1970: FBI (The F.B.I.)